# Atlantisch orkaanseizoen 1982
Het Atlantisch orkaanseizoen 1982 duurde van 1 juni 1982 tot 30 november 1982. Het seizoen 1982 was een beneden normaal seizoen wat betreft de activiteit; dit was voornamelijk het gevolg van het el Niñofenomeen. Het seizoen telde vijf tropische stormen en één subtropische. De tropische stormen kregen allemaal een naam, de subtropische cycloon bereikte subtropischestormstatus, maar kreeg geen naam. Van deze vijf promoveerden er twee tot orkaan waarvan er één uitgroeide tot majeure orkaan, dat wil zeggen Categorie 3 of meer. 
Hoewel het seizoen vlot begon met één orkaan en een subtropische storm vóór half juni, duurde het daarna tot eind augustus voordat Beryl zich vormde. Opmerkelijk waren tropische storm Beryl, die de archipel Kaapverdië trof, en orkaan Debby, die de enige majeure orkaan van het seizoen was en bovendien de vierde categorie bereikte op een relatief hoge noordelijke breedte.

## Cyclonen

### Orkaan Alberto
Eind mei ontwikkelde zich een tropische onweersstoring boven de Caraïbische Zee. Deze storing trok westwaarts en lag op 1 juni boven het schiereiland Yucátan. Daar ontwikkelde zich in deze storing een lagedrukgebied aan het aardoppervlak en de convectie begon zich te organiseren. Het lagedrukgebied trok naar het noordoosten en promoveerde op 2 juni boven de Straat Yucatan, nabij de grens tussen Yucatán en Quintana Roo tot tropische depressie. De tropische depressie begon aan de oversteek van de Straat Yucatan en promoveerde op 3 juni ten noordwesten van de kust van de Cubaanse provincie Pinar del Río tot tropische storm Alberto. Alberto draaide nu naar het noordnoordoosten, won nog meer aan kracht en promoveerde dezelfde dag tot orkaan ten westen van de Straat Florida en bereikte nog op 3 juni zijn hoogtepunt met windsnelheden tot 140 km/uur en een minimale druk van 985 mbar.
Als orkaan bestond Alberto slechts 12 uur; Alberto kwam onder invloed van een sterke westelijke straalstroom, die de structuur van de uitstoot van Alberto vernietigde. Alberto degradeerde op 4 juni tot tropische storm en dreef eerst westwaarts, totdat Alberto op 5 juni boven het oosten van de Golf van Mexico degradeerde tot tropische depressie. Tropische depressie Alberto dreef nu weer langzaam oostwaarts richting Florida, maar loste op 6 juni op, voordat hij Florida had kunnen bereiken. Hoewel Alberto nooit landde en zijn hele bestaan boven zee sleet, eiste Alberto desalniettemin drieëntwintig mensenlevens op Cuba ten gevolge van zware overstromingen. Ook boven Florida viel veel regen, hoewel Alberto (in Florida althans) geen noemenswaardige schade aanrichtte.

### Subtropische storm zonder naam
De cyclogenesis van deze subtropische storm vertoont sterke gelijkenissen met subtropische storm 1 uit 1974, die zich op min of meer gelijke wijze vormde in dezelfde regio. Op 15 juni ontstond er een tropische onweersstoring boven het noordwesten van de Caraïbische Zee. De tropische onweersstoring trok richting de Straat Yucatan en het schiereiland Yucatán. Boven het schiereiland Yucatán leek reeds een tropische depressie te ontstaan, maar een trog van lage druk op grote hoogte was van Texas westwaarts getrokken en gaf nu sterke schering over de zich ontwikkelende tropische cycloon, die nu in de kiem werd gesmoord, net zo als in het seizoen 1974.
De trog in combinatie met de tropische, vochtige lucht deed op 18 juni een subtropische depressie ontstaan, die noordoostwaarts trok. De subtropische depressie nam in kracht toe en promoveerde tot subtropische storm, vlak voor zijn landing in het noorden van Florida. De subtropische storm kwam ten oosten van Georgia weer boven zee en nam toe tot net onder de orkaandrempel. De subtropische storm trok nog over Outer Banks en bereikte op 20 juni zijn hoogtepunt met windsnelheden tot 110 km/uur en een minimale druk van 984 mbar, voordat hij ten zuiden van Newfoundland op die dag zijn subtropische kenmerken verloor. De subtropische storm eiste drie mensenlevens en veroorzaakte $10 miljoen schade ($20 miljoen gecorrigeerd voor inflatie, 2005). De subtropische storm kelderde een trawler voor de kust van North Carolina.

### Tropische storm Beryl
Op 27 augustus trok een sterke tropische golf van de Afrikaanse kust westwaarts. Het zou de enige tropische golf zijn, die zich dat seizoen onafgebroken tot tropische storm zou ontwikkelen. De tropische golf transformeerde tot tropische depressie op de morgen van 28 augustus net ten zuidzuidoosten van Kaapverdië en trok naar het westnoordwesten. Twaalf uur later promoveerde de tropische depressie tot tropische storm Beryl. Op 29 augustus passeerde Beryl 55 km ten zuiden van Brava het zuidelijkste eiland van Kaapverdië. Beryl bleef op een westnoordwestelijke koers en nam aanvankelijk aan kracht toe. Zij bereikte op 1 september haar hoogtepunt met windsnelheden tot 110 km/uur en een minimale druk van 988 mbar. Satellietbeelden suggereerden een sterkere wind en de formatie van een oog. Maar Beryl was dermate gedesorganiseerd en asymmetrisch, dat het waarschijnlijker was dat het een overschatting betrof. Als Beryl al orkaanstatus had bereikt, dan was dat voor zeer korte tijd en daarom werd besloten Beryl niet op te waarderen. Hierna kwam Beryl onder invloed van sterke zuidwestelijke schering en begon te verzwakken. Beryl bleef terugvechten; het lagedrukgebied aan het aardoppervlak bleef convectie ontwikkelen, die onmiddellijk door de schering werd weggeblazen.
Op 2 september degradeerde Beryl tot tropische depressie boven de Atlantische Oceaan ver ten oostnoordoosten van de Bovenwindse Eilanden. Beryl trok verder westwaarts en handhaafde zich nog tot 6 september als tropische cycloon tot 6 september, toen zij oploste ten noorden van de Maagdeneilanden. Beryl eiste 115 slachtoffers op Kaapverdië. Over de schade is niet veel bekend. De Verenigde Staten boden Kaapverdië humanitaire hulp bij het verwerken van de ramp. Beryl was in meerdere opzichten bijzonder, het was een subtropische storm, die Kaapverdië trof en hoewel veel tropische cyclonen in deze regio ontstaan is het vrij zeldzaam, dat zij tot een ramp op Kaapverdië leiden. Twee jaar later zou tropische storm Fran 31 mensenlevens eisen in Kaapverdië. Een tweede bijzonderheid is, dat er van deze cycloon zo weinig waarnemingen van weerstations en de scheepvaart voorhanden waren, dat Beryl vóór het satelliettijdperk nooit zou zijn opgemerkt.
Weliswaar was Beryl reeds een tropische cycloon, zelfs een tropische storm toen Kaapverdië werd getroffen, toch waren er te weinig waarnemingen om zonder satellietbeeld een tropische cycloon aan te tonen. Voor het satelliettijdperk zou de ramp als een tropische golf zijn gekwalificeerd en de verdere geschiedenis van Beryl zou niet zijn opgemerkt. De naam Beryl werd, ondanks het hoge aantal slachtoffers niet geschrapt en werd opnieuw in 1988, in 1994 en in 2000 gebruikt en staat voor het seizoen 2006 nog op de rol.

### Tropische storm Chris
Op 6 september begon een lagedrukgebied op grote hoogte boven het noordoosten van de Golf van Mexico, dat westwaarts trok, zich naar beneden uit te breiden. Op 8 september was hierdoor een lagedrukgebied aan de oppervlakte ontstaan, dat westwaarts dreef en convectie begon te vertonen. Aanvankelijk ontstond de convectie op afstand ten noorden en ten oosten van het centrum, zodat er op 9 september een subtropische depressie ontstond boven het midden van de Golf van Mexico. De subtropische depressie dreef naar het westnoordwesten en nam allengs meer tropische kenmerken aan, zodat op 10 september de subtropische depressie volledig was getransformeerd tot tropische depressie. Dezelfde dag, twaalf uur later promoveerde de tropische depressie tot tropische storm Chris. Chris wendde zich nu meteen naar het noord-ten-oosten, onder invloed van een grote trog van lage druk boven het zuidwesten van de Verenigde Staten.
Op 11 september bereikte Chris zijn hoogtepunt met windsnelheden tot 102 km/uur en een minimale druk van 994 mbar, vlak voordat Chris landde in Texas, nabij de grens met Louisiana. Chris zou waarschijnlijk tot orkaan hebben kunnen promoveren, als hij langer boven zee had kunnen blijven. Chris degradeerde op 12 september boven Louisiana tot tropische depressie, die op 13 september boven Arkansas oploste. Toch veroorzaakte Chris overvloedige regenval en overstromingen in Tennessee en Kentucky, op het moment dat Chris zijn identiteit als tropische cycloon had verloren. Chris eiste geen slachtoffers en veroorzaakte $2.000.000,- schade ($4.000.000,- na correctie voor inflatie, 2005).

### Orkaan Debby
Op 3 september trok een tropische golf van de Afrikaanse kust westwaarts. De sterke tropische golf was in ontwikkeling tot tropische cycloon, maar de ontwikkeling werd in de kiem gesmoord door de schering boven de Atlantische Oceaan; op 7 september suggereerden satellietbeelden nog een beperkte circulatie, maar de volgende dag was het systeem gedegenereerd tot tropische golf. Toen de tropische golf het gebied ten noorden van de Bovenwindse Eilanden, de Maagdeneilanden en Puerto Rico naderde, werden de omstandigheden gunstiger, doordat een sterk, koud lagedrukgebied op grote hoogte uit het gebied wegtrok naar het zuidwesten.
Op 12 september ontstond er een lagedrukgebied met circulatie, die de volgende dag net ten noorden van de Dominicaanse Republiek promoveerde tot tropische depressie. De tropische depressie trok aanvankelijk naar het noordwesten en schampte de zuidoostelijkst gelegen Bahama's. Onder invloed van een trog vanuit het westen keerde de tropische depressie nu noordwaarts en later noordnoordoostwaarts op het moment, dat de tropische depressie op 14 september promoveerde tot tropische storm Debby ten noorden van de zuidoostelijkst gelegen Bahama's. Debby promoveerde snel op 14 september tot orkaan en koerste richting Bermuda. Op 16 september passeerde Debby op ongeveer 130 km ten westen van Bermuda als sterke tweedecategorieorkaan. De oogrokken van Debby misten Bermuda rakelings en op Bermuda werden windsnelheden tot 110 km/uur gemeten, net onder de orkaandrempel.
Daarna dreef Debby steeds langzamer noordwaarts en keerde op 17 september weer versneld naar het noordoosten en won opnieuw aan kracht en bereikte op 18 september haar hoogtepunt als orkaan van de vierde categorie met windsnelheden tot 213 km/uur en een minimale druk van 950 mbar nabij 36,8° NB, 62,3° WL, een ongewoon hoge breedte voor een orkaan van de vierde categorie. Daarna verzwakte Debby gestaag en passeerde ten zuiden van Newfoundland en draaide steeds verder bij naar het oosten. Op 20 september degradeerde Debby tot tropische storm ten westen van Ierland, voordat zij twaalf uur later haar tropische kenmerken verloor, toen zij fuseerde met een niet-tropisch lagedrukgebied boven Groot-Brittannië. Als tropische onweersstoring veroorzaakte Debby overstromingen op Puerto Rico, maar verder werd er geen noemenswaardige schade aan Debby toegeschreven.

### Tropische storm Ernesto
Op 27 september bewogen de doldrums boven het westen van de Atlantische Oceaan voor de kust van Zuid-Amerika zich noordwaarts richting de 15e breedtegraad. Hieruit ontwikkelde zich een tropische onweersstoring, die naar het noordwesten trok. De tropische onweersstoring passeerde ten oosten van de Bovenwindse Eilanden. Op 29 september kwam deze tropische onweersstoring op 720 km ten noordoosten van Puerto Rico onder een cyclonale circulatie (tegen de wijzers van de klok in) op grote hoogte. Deze circulatie hielp de convectie van de tropische onweersstoring organiseren en op 30 september ontstond zo op deze plaats een tropische depressie. De tropische depressie trok nog steeds noordwestwaarts totdat een gebied met lage druk van west naar oost ten noorden van de tropische depressie voorbijtrok en zij onder invloed hiervan bijdraaide naar het noordoosten. Kort daarop promoveerde de tropische depressie tot tropische storm Ernesto. Ernesto bereikte spoedig zijn hoogtepunt met windsnelheden tot 110 km/uur en een minimale druk van 997 mbar op 2 oktober. Daarna versnelde Ernesto naar het noordoosten en verzwakte. Ernesto verdween op 3 oktober boven de Atlantische Oceaan, toen hij fuseerde met een niet-tropisch systeem en zijn identiteit verloor.

## Waarom waren er 1982 zo weinig tropische cyclonen?
In de inleiding was al melding gemaakt van het el Niñofenomeen. Een andere reden is, dat de stromingen in de oceaan in die periode ongunstig waren voor cyclogenesis; tussen 1970 en 1994 waren er daarom minder tropische cyclonen. De stromingen in de atmosfeer waren zo sterk, dat die alle ontwikkeling van tropische cyclonen onderdrukte boven de Atlantische Oceaan en de Caraïbische Zee. Het seizoen 1983 stond ook nog zeer onder invloed van el Niño. In de twee seizoenen 1982-1983 waren er welgeteld slechts 9 tropische cyclonen en één subtropische. Vooral tussen de Afrikaanse kust en de Bovenwindse Eilanden werd door sterke schering (sterke winden op grote hoogte die de structuur en de uitstoot van tropische cyclonen kapot waaien) de cyclogenesis stevig onderdrukt. Alleen tropische storm Beryl in 1982 kon hieraan ontsnappen en zij was de enige tropische cycloon tijdens deze twee seizoenen, die tot ontwikkeling kwam tussen de Afrikaanse kust en de Bovenwindse Eilanden.

## Namen
Nadat na 1978 de lijsten waren veranderd, zodat ook jongensnamen gebruikt konden worden, werd deze lijst voor het eerst gebruikt. Alle namen waren dus nieuw, behalve Florence en Helene, die reeds tijdens de seizoenen 1954, 1958, 1960 en 1964 waren gebruikt. De lijst werd in 1988 opnieuw gebruikt.
| - Alberto - Beryl - Chris - Debby - Ernesto - Florence (niet gebruikt) - Gilbert (niet gebruikt) | - Helene (niet gebruikt) - Isaac (niet gebruikt) - Joan (niet gebruikt) - Keith (niet gebruikt) - Leslie (niet gebruikt) - Michael (niet gebruikt) - Nadine (niet gebruikt) | - Oscar (niet gebruikt) - Patty (niet gebruikt) - Rafael (niet gebruikt) - Sandy (niet gebruikt) - Tony (niet gebruikt) - Valerie (niet gebruikt) - William (niet gebruikt) |